# Malik al-Aziz
Al-Malik al-`Aziz `Imâd ad-Dîn `Uthmân (v. 1171, mort en 1198), nom raccourci par les Francs en Malik al-Aziz ou Al-Aziz Uthman, est le second fils de Saladin. Il lui succède comme sultan d'Égypte à sa mort en 1193.

## Biographie
Vers 1186, son père retire Alep à son frère Al-Adel et nomme son troisième fils El-Zahir Ghazi comme gouverneur d’Alep. Comme l’enfant n’a alors que quinze ans, il est probable que cette nomination soit une ébauche de règlement de succession et que des conseillers soient nommés pour épauler le jeune prince. En même temps, ses frères Malik Al-Zahir et Al-Afdhal étaient nommés pour diriger respectivement Alep et Damas.
Saladin meurt pendant la nuit du 3 au 4 mars 1193 et le partage s’effectue conformément à ses volontés de 1186. Il avait précisé qu’Al-Afdhal disposera de l’autorité souveraine sur le reste de l’empire ayyoubide. Mais des émirs soumis par Saladin se révoltent et reprennent leur indépendance, comme les Zengides de Mossoul et de Sinjar, ainsi que les Ortoqides de la Djézirat. Al-Afdhal, jeune homme déséquilibré, renvoie les ministres de son père, nomme à leur place un piètre administrateur, Al-Ziyâ ibn Al-Athir, et s’adonne aux plaisirs. Les ministres disgraciés se réfugient en Égypte où ils incitent Al-Aziz à lutter contre son frère. À la fin du mois de mai 1194, Malik Al-Aziz met le siège devant Damas et Al-Afdhal, déconsidéré et ne pouvant compter sur ses sujets, fait appel à son oncle Al-Adel. Se déclarant protecteur d’Al-Afdhal, il rencontre Al-Aziz et le persuade de se réconcilier avec son frère et de rentrer en Égypte. En 1195, Al-Aziz tente de nouveau d’attaquer son frère, mais Al-Adel réussit à persuader une partie de ses émirs de déserter l’armée. Al-Afdal tente alors de le poursuivre et de le défaire en Égypte, mais Al-Adel, ne voulant pas voir un de ses neveux devenir trop puissant, l’en dissuade. Al-Adel s’installe en Égypte auprès d’Al-Aziz, tandis qu’Al-Afdhal se rend de plus en plus impopulaire auprès de ses sujets. Al-Adel et Al-Aziz montent alors une attaque contre Al-Afdhal en juin 1196, assiègent et s’empare de Damas le 3 juillet 1196. Al-Afdhal est exilé dans un petit fief à Sarkhad, tandis qu’Al-Adel monte sur le trône de Damas. Al-Aziz reçoit le titre de sultan suprême de l’empire ayyoubide, mais le véritable maître est en fait Al-Adel.
Durant son règne, Al-Aziz tenta de démolir les pyramides de Gizeh, mais dû abandonner devant l'ampleur du chantier. Il parvint cependant à endommager la pyramide de Mykérinos.
En 1198, Al-`Aziz `Imad ad-Din, fait une grave chute de cheval au cours d’une chasse au loup dans le voisinage des Pyramides. Il meurt des suites de cette chute le 29 novembre 1198. Son fils  Al-Mansûr Nâsir ad-Dîn, lui succède.

### Sources
- René Grousset, Histoire des croisades et du royaume franc de Jérusalem, Paris, Perrin, 1936 (réimpr. 1999)
  -  II. 1131-1187 L'équilibre, 1935  (ISBN 2-262-02568-1)
  -  III. 1188-1291 L'anarchie franque, 1936  (ISBN 2-262-02569-X)
- Amin Maalouf, Les Croisades vues par les Arabes, J’ai lu, 1983 (ISBN 978-2-290-11916-7)